# Vatan-Moschee

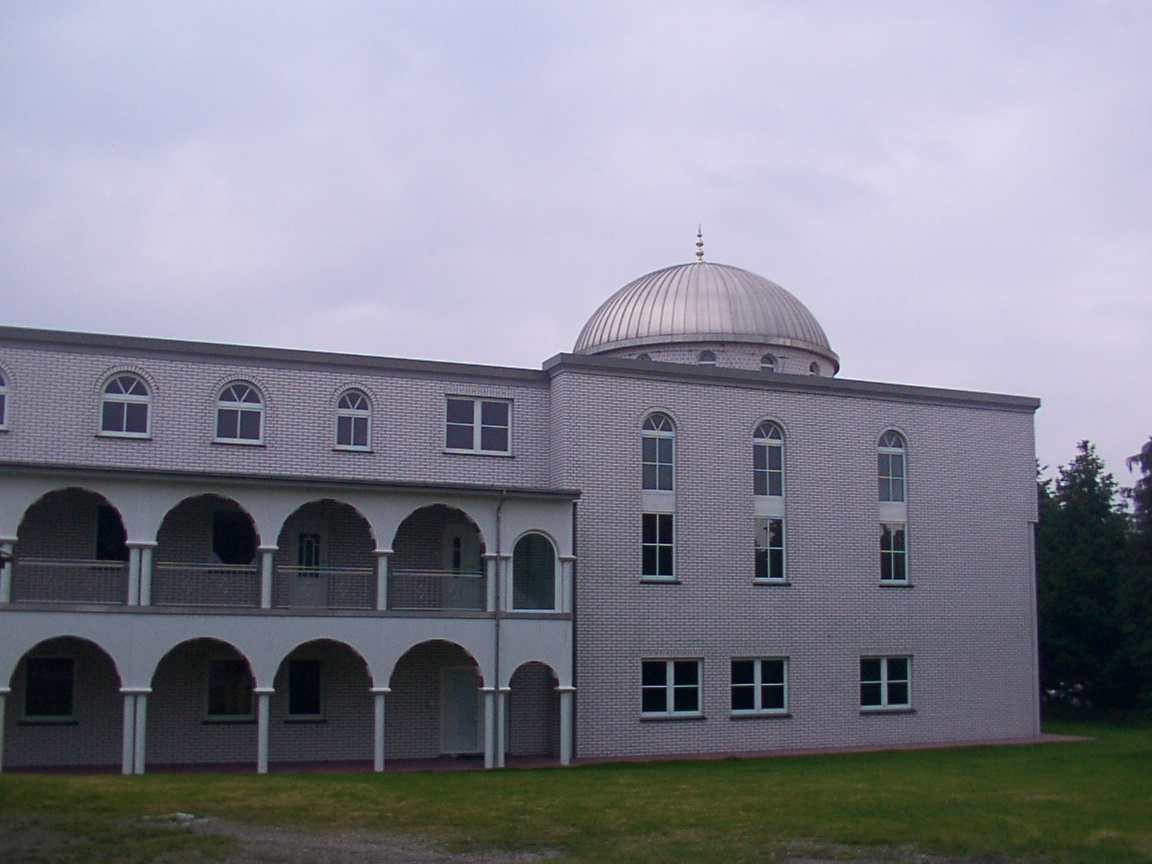
Die Vatan-Moschee in Bielefeld

Die Vatan-Moschee (türkisch Vatan Camii; deutsch Heimat-Moschee) ist eine 2004 fertiggestellte, vom Dachverband DİTİB unterhaltene Moschee im Bielefelder Stadtteil Brackwede.
Der Baubeginn des islamischen Gotteshaus begann 1999, zehn Jahre nach der Gründung der Gemeinde. Nach fünfjähriger Bauzeit wurde das Gebäude 2004 fertiggestellt. Der mit Spenden finanzierte Bau eines Minaretts wurde 2012 abgeschlossen.
Der Gemeinde gehören 400 Mitglieder an, darunter sind 50 Frauen.